# 石倉賢一
石倉 賢一（いしくら けんいち）は、日本のアニメ演出家、アニメ監督。

## 経歴
2001年に『学園戦記ムリョウ』で演出家デビューを果たす。2007年以降はシャフトが制作する作品を中心に活動し、様々な作品の各話コンテ・演出を担当した。2010年の『ひだまりスケッチ×☆☆☆』ではシリーズディレクターを、2011年の『劇場版 魔法先生ネギま! ANIME FINAL』では副監督を務めた後、2013年に『D.C.III 〜ダ・カーポIII〜』で初めて監督を務めた。

## 参加作品

### テレビアニメ
2000年
- 無敵王トライゼノン（制作進行）

2001年
- 破邪巨星Gダンガイオー（制作進行）
- 学園戦記ムリョウ（演出）
- サイボーグ009 THE CYBORG SOLDIER（演出）

2002年
- アクエリアンエイジ Sign for Evolution（演出）
- 朝霧の巫女（演出）

2003年
- L/R -Licensed by Royal-（演出）
- 超ロボット生命体トランスフォーマー マイクロン伝説（演出）
- なるたる（演出）
- デ・ジ・キャラットにょ（2003年 - 2004年、演出）
- マーメイドメロディー ぴちぴちピッチ（2003年 - 2004年、絵コンテ・演出）

2004年
- 月は東に日は西に 〜Operation Sanctuary〜（演出）
- マーメイドメロディー ぴちぴちピッチ ピュア（絵コンテ・演出）
- To Heart 〜Remember my Memories〜（演出）

2005年
- シュガシュガルーン（2005年 - 2006年、演出）
- ガン×ソード（演出）
- 甲虫王者ムシキング 森の民の伝説（演出）
- ぺとぺとさん（演出）
- Paradise Kiss（演出・演出補佐）

2006年
- タクティカルロア（演出）
- ラブゲッCHU 〜ミラクル声優白書〜（絵コンテ・演出）
- 夢使い（助監督）
- あまえないでよっ!! 喝!!（演出）
- NIGHT HEAD GENESIS（演出）
- ときめきメモリアル Only Love（2006年 - 2007年、演出）

2007年
- ひだまりスケッチ（絵コンテ・演出）
- 風の聖痕（絵コンテ）
- ながされて藍蘭島（演出）
- ef - a tale of memories.（絵コンテ・演出）

2008年
- ひだまりスケッチ×365（絵コンテ・演出）
- ef - a tale of melodies.（演出）
- まりあ†ほりっく（絵コンテ・演出）
- 夏のあらし!（絵コンテ・演出）
- 夏のあらし! 〜春夏冬中〜（絵コンテ・演出）

2010年
- ひだまりスケッチ×☆☆☆（シリーズディレクター・演出）

2011年
- テレビまんが 昭和物語（助監督・演出）
- まりあ†ほりっく あらいぶ（副監督・絵コンテ・演出）
- IS 〈インフィニット・ストラトス〉2（絵コンテ）

2013年
- D.C.III 〜ダ・カーポIII〜（監督・構成・絵コンテ・OPED絵コンテ・OPED演出）

2014年
- 桜Trick（監督・シリーズ構成・絵コンテ・OPED絵コンテ・OPED演出）

2016年
- ばくおん!!（絵コンテ）

2017年
- プリンセス・プリンシパル（演出）

2018年
- 鬼灯の冷徹 第弐期 その弐（絵コンテ・OP絵コンテ・OP演出）

2020年
- 七つの大罪 神々の逆鱗（絵コンテ）
- 魔術士オーフェンはぐれ旅（絵コンテ）
- 球詠（絵コンテ）

2021年
- 回復術士のやり直し（演出）
- 魔術士オーフェンはぐれ旅 キムラック編（絵コンテ）
- スライム倒して300年、知らないうちにレベルMAXになってました（絵コンテ）

2022年
- 転生賢者の異世界ライフ 〜第二の職業を得て、世界最強になりました〜（絵コンテ）

2025年
- 没落予定の貴族だけど、暇だったから魔法を極めてみた（監督・絵コンテ・OPED絵コンテ・OPED演出）

### 劇場アニメ
- 劇場版 魔法先生ネギま! ANIME FINAL（2011年、副監督・絵コンテ）
- 音楽少女（2015年、監督[9]）

### ゲーム
- D.C.III 〜ダ・カーポIII〜（2012年、OPアニメーション絵コンテ・演出）